# Popping

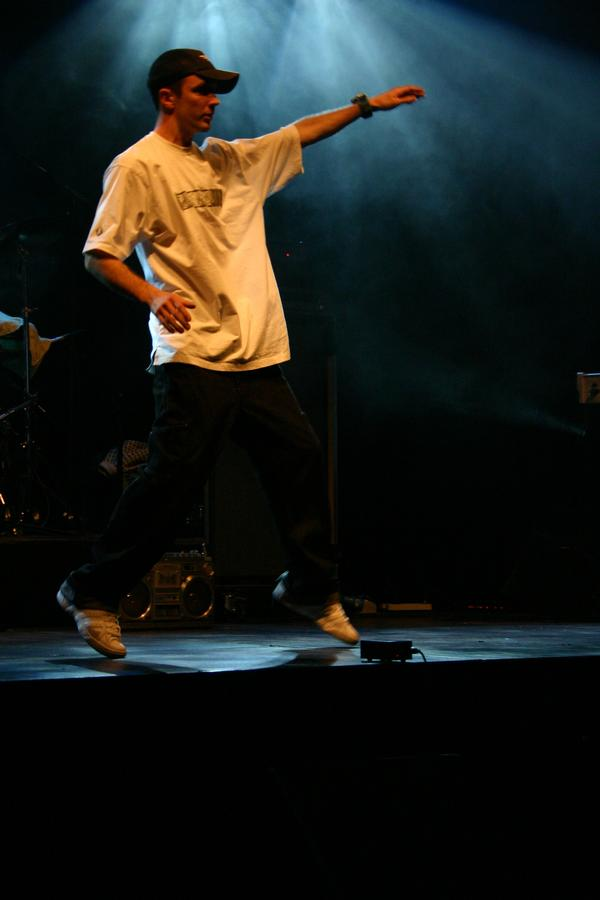
Zdjęcie przedstawiające poppera.

Popping (czasami mylony z electric boogie) – taniec uliczny, zaliczany (obok lockingu) jako jeden z oryginalnych „funky styles”. Został stworzony w 1974 we Fresno (stan Kalifornia) w społeczności afroamerykańskiej przez Boogaloo Sama i jego brata
Popin’ Pete’a. Polega on na szybkim spinaniu i rozluźnianiu mięśni (tzw. pop) w rytm muzyki w połączeniu z różnymi pozami i ruchami. Tancerz poppingu zwany jest popperem. Jako jeden z najwcześniejszych stylów popping jest zaliczany do tańca hip hop.

## Terminologia
Nazwa popping oznacza zarówno styl tańca, jak i podgatunek tego tańca. Jest również terminem zbiorczym odnoszącym się do spokrewnionych stylów i technik. Niekiedy nazwa popping jest odrzucana ze względu na to, że wiele pokrewnych stylów (takich jak: waving, strobing, czy tutting) powinno być traktowane jako osobne rodzaje tańca.

## Charakterystyka
Popping skupia się wokół technik zwanych „pop” (popping) lub „hit” (hitting), które oznaczają szybkie napięcia i rozluźniania mięśni tworzące efekt szarpnięcia (pop lub hit) na ciele poppera. Popping koncentruje się na specjalnych partiach ciała, tworząc warianty w rodzaju: pop arm (pop ręką), leg pop (pop nogami), chest pop (pop klatką piersiową), neck pop (pop szyją). Łącząc warianty, sprawiamy, że spięcia są bardziej wyraziste. Silniejsze popy zwykle pociągają za sobą popy dolnej i górnej części ciała jednocześnie.
Zwykle, popy przedstawia się w regularnych odstępach czasu w rytm muzyki, powoduje to, że taniec wydaje się bardzo rytmiczny i naturalny. Często łączy się go z zatrzymywaniem i przytrzymaniem pozycji tancerza przed zrobieniem popa. Wspólna technika przejść między pozycjami (pop+stop) nosi nazwę „dime stop”, mocno używana w bottingu, która zasadniczo oznacza kończenie ruchu nagłym zatrzymaniem („stopping on a dime”) po zrobieniu popa. Pozycje w poppingu wymagają intensywnego użycia kątów, naśladowania stylów poruszania i ekspresji na twarzy tancerza oraz odpowiedniego poruszania się dolnej części ciała po parkiecie – od podstawowego chodzenia i stąpania do większej ilości złożonych bardzo antygrawitacyjnych stylów floatingu i glidingu. Ruchy i techniki używane w poppingu generalnie skupiają się na ostrych kontrastach, od bycia robotem, przez sztywność i duże rozluźnienie do płynności. W przeciwieństwie do b-boyingu i ruchów wykonywanych w „parterze”, popping zawsze przedstawia tancerza w pozycji stojącej (z nielicznymi wyjątkami, kiedy to tancerz schodzi do parteru na kolana, lub jeszcze rzadziej, gdy kładzie się on cały na parkiecie, by wykonać tzw. ground moves).

## Muzyka
W latach 70. popping był tańczony do funku i muzyki disco, do utworów takich artystów jak: Zapp, Dayton, Dazz Band, Cameo i James Brown. Z nadejściem lat 80. popperzy zaczęli również wykorzystywać muzykę elektroniczną, wśród której znajdowały się utwory artystów jak: Kraftwerk, Yellow Magic Orchestra, Twighlight 22, Chromeo, Egyptian Lover i World Class Wreckin’ Cru. W tamtym czasie wykorzystywano również utwory hip hopowe artystów jak Afrika Bambaataa, Kurtis Blow, Whodini czy Run-D.M.C. Dzisiaj popping jest tańczony niemal do każdej muzyki od funku przez hip hop po muzykę elektroniczną.
Muzyka do poppingu składa się z prostych i równomiernych uderzeń w tempie 90-120 uderzeń na minutę w tempie 4/4.

## Integralne style poppingu
- Animation – polega na odwzorowaniu bohatera filmu i naśladowaniu jego ruchów. Wygląda to jak animacja poklatkowa.
- Boogaloo – Boogaloo jest to technika, w której popper sprawia wrażenie, że jest z gumy, jego ruchy wyglądają tak, jakby tancerz był płynny (ang. liquid).
- Crazy legs – (ang. szalone nogi) Styl polegający na szybkich ruchach nogami. Został zainspirowany stylem słynnego b-boya Crazy Legsa.
- Floating, Gliding i Sliding – technika, dzięki której dla widza tancerz wydaje się nie chodzić po ziemi, lecz się po niej ślizgać, wykonując np. backslide (potocznie nazywany moonwalk).
- Miming – technika, w której popper udaje mima w rytm bitu.
- Puppet – styl polegający na wykonywaniu ruchów inspirowanych kukiełkami i marionetkami.
- Struting – styl powstały w San Francisco w stanie Kalifornia w 1970 roku.
- Tutting – zainspirowany sztuką antycznego Egiptu, tutting pozwala na wykonywanie geometrycznych pozycji oraz ruchów za pomocą ciała. Nazwa zaczerpnięta od faraona Tutenchamona, zdrobniale nazwanego „Tut”.
- Vibrating – Spinanie mięśni bardzo mocno, co wprawia je w drżenie.
- Waving – Jedna z podstawowych technik poppingu polegająca na tworzeniu fali, które porusza się po ciele tancerza.
- Ticking – Bardzo trudny styl polegający na szybszym popowaniu (najczęściej podwójnym, zwanym double pop). Jego nazwa pochodzi od dźwięku wydawanego przez wskazówki zegara (tik-tak).
- Strobing – tancerz porusza się, jakby był oświetlany przez światło stroboskopowe.
- Scarecrow – Styl, w którym tancerz ma przypominać stracha na wróble. Styl został zainspirowany Strachem na wróble z powieści Czarnoksiężnik z Krainy Oz.
- Roboting (lub botting) – technika polegająca na naśladowaniu ruchów maszyn, najczęściej robotów.
- Hitting – pop z podnoszeniem barków w górę (często mylony ze zwykłym popem).
- Toyman – styl polegający na obracaniu na poruszaniu się w sposób podobny do ludka z lego, skupia się na poruszaniu poszczególnymi partiami ciała (np. nogi, klatka piersiowa, głowa) w krótkich odstępach czasowych,
- Fresno  – Podstawowy styl w popping od którego każdy tancerz powinien zacząć swoją przygodę z poppingiem, wprowadzający podstawy popa (spinania mięśni) oraz jak poruszać się do muzyki.
- Isolation  – Wiele ruchów które tworzą iluzje, że jedna z części ciała jest oddzielona od innych np. wykonujemy skręt tułowia, a głowa pozostaje bez ruchu.
- Twist-o-flex  – Technika, w której tancerz porusza się jak manekin, tworzy nienaturalne wrażenie łączenia ciała poprzez przesuwanie i skręcanie rozmaitych części ciała w konkretne sekwencje. Nieskręcane części ciała muszą pozostawać w bezruchu. Rezultat jest podobny do przekręcania kostki Rubika. Styl ten wymaga bardzo dobrej izolacji całego ciała.
- Cobra  – styl imitujący ruchy kobry, poprzez okrężne ruchy głowy i tułowia.